# هوشنگ نهاوندی
هوشنگ نهاوندی (زاده ۱۱ آذر ۱۳۱۱) سیاستمدار، اقتصاددان و استاد دانشگاه ایرانی است. او وزیر آبادانی و مسکن، وزیر علوم، رئیس دانشگاه شیراز و رئیس دانشگاه تهران در دوران محمدرضا پهلوی بود.
او به هنگام تحصیل در فرانسه جزء گروه چپگرای پاریس بود. در ابتدای امر مدرک کارشناسی حقوق خویش را از دانشکده حقوق و علوم سیاسی دانشگاه تهران گرفت و سپس رهسپار فرانسه شد، در پاریس موفق به اخذ مدرک دکترای اقتصاد دولتی از دانشگاه پاریس شد و در بازگشت به گروه ترقی خواه حسنعلی منصور پیوست و در کابینه وی وزیر مسکن و آبادانی شد. پس از قتل منصور به توصیه امیراسدالله علم به ریاست دانشگاه شیراز منصوب شد و مدتی بعد به دعوت احسان نراقی به گروه اندیشمندان فرح پهلوی پیوست. او سپس برای مدتی رئیس دفتر مخصوص شهبانو فرح پهلوی شد. او مدتی نیز به ریاست دانشگاه تهران دست یافت. نهاوندی در دولت جعفر شریف‌امامی به عنوان وزیر علوم فعالیت کرد.
وی پس از انقلاب از ایران خارج شد و به مدت ۱۴ سال استاد دانشگاه پاریس بوده است.

## خانواده و خاستگاه
هوشنگ نهاوندی در ۱۱ آذر ۱۳۱۱ در رشت به دنیا آمد. پدر و مادر او هر دو اهل گیلان بودند. پدر هوشنگ، میرزا علی اکبر تاجر نهاوندی، در مدرسه رشدیه در رشت تحصیل کرده بود و به صادرات و واردات با روسیه اشتغال داشت. جد چهارم او لر بود و از نهاوند به رشت مهاجرت کرده بود و در این شهر تجارت می‌کرد. او از مؤسسان شعبهٔ حزب عامیون دمکرات در استان گیلان بود و در مجلس مؤسسان اول به نمایندگی از لاهیجان انتخاب شد و چون جوانترین نماینده بود به منشی گری مجلس رسید. او به زبان روسی تسلط داشت و مترجم میرزا کوچک خان جنگلی در دورهٔ نهضت جنگل بود. مادر هوشنگ، عزیزه، دختر تاجری یزدی ولی مقیم گیلان به نام میرزا محمد وکیل التجار یزدی بود که نمایندگی رشت را در ادوار اول و دوم مجلس شورای ملی بر عهده داشت. فریدون از رهبران و مؤسسان حزب توده و کریم کشاورز فعالان سیاسی چپ‌گرا دایی هوشنگ نهاوندی بودند.
پس از حمله شوروی به ایران در سال ۱۳۲۰، پدر وی خانه‌ای در خیابان جامی تهران خرید و خانواده‌اش را به تهران آورد تا از حملهٔ روس‌ها در امان باشند و زین پس تنها تابستان‌ها به رشت می‌رفتند.
از فرزندان نهاوندی، فیروزه استاد علوم اجتماعی دانشگاه آزاد بروکسل و افسانه استاد مطالعات رهبری دانشگاه سن دیگو و استاد سابق دانشگاه ایالتی آریزونا است. همسر افسانه علی ملکزاده رئیس دانشگاه روزولت است.

## گزارش تورم به شاه
نهاوندی معتقد بود امیرعباس هویدا گزارش واقعی وضعیت کشور را به محمدرضا پهلوی نمی‌دهد. از این رو وی در سال ۱۳۵۴ گزارش گروه بررسی مسائل ایران (گروه اندیشمندان) در خصوص میزان تورم را نزد محمدرضا پهلوی برد. در این گزارش تصریح شده بود که میزان افزایش قیمت‌ها در سال قبل بیش از ۳۰ درصد بوده است و این روند در سال جاری نیز ادامه خواهد داشت.

## آثار
- آخرین روزها، انتشارات شرکت کتاب، لس آنجلس، ۱۳۸۳
- خمینی در فرانسه، انتشارات شرکت کتاب، لس آنجلس، ۱۳۸۹
- ایران شوک بلندپروازی‌ها، انتشارات شرکت کتاب، لس آنجلس، ۱۳۸۹
- سه رویداد و سه دولتمرد، انتشارات شرکت کتاب، ۲۰۰۸
- محمدرضا پهلوی آخرین شاهنشاه، انتشارات شرکت کتاب، ۱۳۹۲